# ズィエンハイ県
ズィエンハイ県（ズィエンハイけん、ベトナム語：Huyện Duyên Hải / 縣沿海?）は、ベトナム社会主義共和国チャーヴィン省の県。面積は300.47km²、人口は94,925人（2015年）である。

## 行政区画
1市鎮6社から構成される。